# Johann Ludwig von Nassau-Saarbrücken (Domherr)
Johann Ludwig von Nassau-Saarbrücken (* 29. März 1524 in Saarbrücken; † 6. Dezember 1542 ebenda) war Domherr in Köln und Trier und Straßburg.

## Leben
Johann Ludwig von Nassau-Saarbrücken wurde als Sohn des Grafen Johann Ludwig von Nassau-Saarbrücken und dessen zweiter Ehefrau Gräfin Katharina von Moers-Saarwerden (1491–1547, Tochter von Graf Johann III. von Saarwerden) geboren. 
Er wuchs mit seinen acht Geschwistern (fünf Schwestern und drei Brüder) auf. Sechs Halbschwestern stammten aus der ersten Ehe seines Vaters mit der Prinzessin  Elisabeth von Pfalz-Zweibrücken (1469–1500). Bei der Vielzahl an Kindern galt es für die Eltern, ihnen eine gute Versorgung zu sichern. Vier  Halbschwestern und drei Schwestern gingen in ein Kloster.
Johann Ludwig wurde mit Präbenden versorgt, über die er als Domherr in Köln, Trier und Straßburg verfügen konnte. An der Albert-Ludwigs-Universität Freiburg begann er ein Studium der Theologie. Ein Sturz vom Pferd am 6. Dezember 1542 beendete sein junges Leben.